# Аподитеријум
Аподитеријум (лат. apodyterium), или свлачионица један је од просторија Римског купатила — терми која се у античком свету користии као свлачионица за пресвлачење одеће.

## Порекло назива
Аподитеријум или (лат. apodyterium) потиче од латинизиране грчке речи ἀποδυτήριον, настале од глагола ἀποδύω (свлачити се, скидати се).

## Намена и карактеристике
Аподитеријум у који се могло ступити директно споља, кроз вестибулм или атријум у римском купатилу је био повезан са простором за вежбу и просторијама за купање, а из њега се могло ићи директно у лаконикум (лат. laconicum/sudatorium.
Како нису сва купатила имала одвојене свлачионице, одећа је могла да се одлаже у фригидаријуму или тепидаријуму. Уколико је постојала веза између аподитеријума и палестре, онда су у аподитеријумима били инсталирани labrumи за уклањање прљавштине и зноја након вежбања у палестри, пре него што
се уђе у просторије за купање.
У аподитеријуму је, уколико није постојала посебна просторија, могао да седи и гардаробер (лат. capsarius), који је наплаћивао улаз у купатило.
По правилу, свлачионица је четвороугаона пространа просторија са клупама и касетама за одлагање одеће и обуће. У раним термама у аподитеријуму су се често
налазила плића чесма на постољу (labrum) или корито за ноге четвртастог облика, у близини врата, који су касније постали саставни део фригидаријума.
Просторија у начелу није загревана, са изузетком царских терми или терми у хладним крајевима Римског царства. У овим свлачионицама грејање је вршено индиректно, преко тепидаријума, или су грађени посебни зимски аподитеријуми са сопственим инсталацијама за грејање.
Просторије су имале равну таваницу грађену од дрвета и полуоблица. Често су биле украшаване мермерним плочама и стубовима, фрескодекорацијом или статуама, како то показују натписи из Северне Африке и Италије.